# Argyrolobium bodkinii
Argyrolobium bodkinii är en ärtväxtart som beskrevs av Dummer. Argyrolobium bodkinii ingår i släktet Argyrolobium och familjen ärtväxter. Inga underarter finns listade i Catalogue of Life.